# Girolamo Arrigo
Girolamo Arrigo est un compositeur italien né le 2 avril 1930 à Palerme et mort dans la même ville le 18 décembre 2018.

## Biographie
Girolamo Arrigo naît le 2 avril 1930 à Palerme,.
Il étudie le cor et la composition avec Turi Belfiore au Conservatoire de Palerme avant de se perfectionner à Paris dans les années 1950 auprès de Max Deutsch,.
Arrigo obtient le premier prix du concours « Pour que l'esprit vive » en 1957, le deuxième prix du troisième concours de composition de la Société internationale pour la musique contemporaine en 1963 et le premier prix de la Biennale de Paris en 1965.
Comme compositeur, « il se limite surtout aux formes réduites et presque toutes ses œuvres sont de la musique à programme ».
Entre 1976 et 1993, il est aussi directeur artistique du Teatro Massimo Vittorio Emanuele de Palerme.
Girolamo Arrigo meurt le 18 décembre 2018 à Palerme,.

## Œuvres
Parmi ses compositions, se distinguent :
- 3 Occasione pour soprano et 32 instruments (1958) ;
- 4 Occasione pour 7 voix, cor, alto, mandoline, guitare et célesta (1959) ;
- Fluxus pour 9 instruments (1959) ;
- Episodi pour soprano et flûtes (1963) ;
- Ombres pour orchestre (1965) ;
- Infraroso pour 16 instruments (1967) ;
- La Cantata Hurbinek pour 6 voix, 4 clarinettes, 4 trombones et 4 contrebasses (1970) ;
- Lo Schiavo morente pour ténor et cor (1975) ;
- Nel fuggir del tempo pour 3 voix et orchestre sur des poèmes de Michel-Ange (1975) ;
- Rorogigasos, ballet (1977).

Girolamo Arrigo est aussi l'auteur d'un « opéra collage », Orden (créé à Avignon en 1969), « dont les numéros ne sont pas toujours apparentés », sur des textes en français, en italien et en espagnol, ainsi que d'une épopée musicale, Addio Garibaldi (créé à Paris le 10 octobre 1972).